# قطعنامه ۶۲۵ شورای امنیت
قطعنامه ۶۲۵ شورای امنیت سازمان ملل متحد که در تاریخ ۱۵ دسامبر ۱۹۸۸ تصویب شد، سندی بین‌المللی دربارهٔ قبرس است. این قطعنامه طی نشست ۲۸۳۳ام با ۱۵ رای موافق، ۰ مخالف و ۰ ممتنع تصویب شد.